# مايكل بينيت (لاعب كرة قدم أمريكية)
مايكل بينيت (بالإنجليزية: Michael Bennett)‏ هو لاعب كرة قدم أمريكية أمريكي، ولد في 24 فبراير 1993 في سنترفيل في الولايات المتحدة.

## وصلات خارجية
- مايكل بينيت على موقع مرجع كرة القدم المحترفة.كوم (الإنجليزية)